# Sami Allagui
Sami Allagui (arabe : سامي العلاقي), né le 28 mai 1986 à Düsseldorf, est un footballeur germano-tunisien évoluant au poste d'attaquant entre 2005 et 2020.

## Carrière

### Clubs
| Période     | Club                            |
| ----------- | ------------------------------- |
| 2005 - 2007 | RSC Anderlecht ( Belgique)      |
| 02007       | KSV Roulers ( Belgique)         |
| 2007 - 2008 | FC Carl Zeiss Iéna ( Allemagne) |
| 2008 - 2010 | Greuther Fürth ( Allemagne)     |
| 2010 - 2012 | 1. FSV Mayence 05 ( Allemagne)  |
| 2012 - 2017 | Hertha Berlin ( Allemagne)      |
| 2014 - 2015 | 1. FSV Mayence 05 ( Allemagne)  |
| 2017 - 2019 | FC St. Pauli ( Allemagne)       |
| 2019 - 2020 | RE Mouscron ( Belgique)         |

### Équipe nationale
Humberto Coelho, le sélectionneur de l'équipe nationale tunisienne, annonce qu'il est convoqué pour le match du 19 novembre 2008 opposant la Tunisie au Ghana à Accra (0-0).

## Autres activités
Le 1er octobre 2021, Sami Allagui intègre la direction du Hertha Berlin comme employé jusqu'en février 2023, avant d'occuper le poste de chef d'équipe au sein du club.

## Palmarès
- RSC Anderlecht
  - Vainqueur du championnat de Belgique : 2006
- Hertha Berlin
  - Vainqueur du 2.Bundesliga : 2013